# Pteronotus personatus
Pteronotus personatus là một loài động vật có vú trong họ Mormoopidae, bộ Dơi. Loài này được Wagner mô tả năm 1843.